# تزطوطین
تزطوطین (به فرانسوی: Tiztoutine) یک شهرک در مراکش است که در استان ناظور واقع شده‌است. تزطوطین ۱۰٬۰۰۰ نفر جمعیت دارد.